# عين القطة (مانغا)
عين القطة (باليابانية: キャッツ♥アイ) هي سلسلة مانغا يابانية من تأليف ورسم تسوكاسا هوجو. نشرت في مجلة شونن جمب الأسبوعية التابعة لدار شوئيشا من سبتمبر 1981 إلى يناير 1985. وجُمعت فصولها في 18 مجلد تانكوبون. اقتبست المانغا إلى مسلسل أنمي، عرض الموسم الأول من يوليو 1983 إلى مارس 1984 على 36 حلقة، تبعة موسم ثاني من أكتوبر 1984 إلى يوليو 1985 على 37 حلقة. ومسلسل أنمي بحلة حديثة من انتاج ستوديو لايدن فيلمز عُرض في عام 2025.

## الشخصيات
- هيتومي كيسوغي

أداء صوتي: ميكاكو كوماتسو
- روي كيسوغي

أداء صوتي: آمي كوشيميزو
- آي كيسوغي

أداء صوتي: يوميري هاناموري
- توشيو أوتسومي

أداء صوتي: تاكويا ساتو

## الأنمي
في عام 2025، اقتبست المانغا إلى مسلسل أنمي من انتاج ستوديو لايدن فيلمز، وإخراج يوشيفومي سوييدا، وسيناريو كتبه هاياشي موري، وتصميم الشخصيات وإخراج التحريك بواسطة يوسوكي يابوموتو، والموسيقى من تأليف يوكي هاياشي. وعُرض على ديزني+ في سبتمبر 2025.